# 심대장군묘
심대장군묘(沈岱將軍墓)는 대한민국 경기도 용인시 처인구에 있는, 조선 중기의 무신인 충장공 심대(1546∼1592) 장군의 묘소이다. 1972년 5월 4일 경기도의 기념물 제3호로 지정되었다.

## 개요
조선 중기의 무신인 충장공 심대(1546∼1592) 장군의 묘소이다.
선조 5년(1572)에 문과에 급제하여 관직에 나간 후 1584년에는 지평에 올랐다. 임진왜란이 일어나자 왕을 모실 근왕병 모집에 힘썼으며, 그 공로로 우부승지, 좌부승지를 지내면서 왕을 가까이에서 모셨다. 왜군의 기세가 심해지자 선조를 평양에서 다시 의주로 수행하였으며, 그해 경기도 관찰사가 되어 경기도 일대에서 왜군을 격퇴하였다. 그러나 서울 수복 작전을 계획하던 중 왜군의 야습을 받아 전사하였다. 왜군은 그의 머리를 베어 서울 거리에 전시하였는데, 60일이 지나도 마치 산 사람의 모습과 같았다고 한다.
현재 묘역에는 묘 앞에 묘비가 있으며, 좌우에는 멀리서도 무덤이 있음을 알 수 있게 해주는 망주석(望柱石)과 문인석이 한 쌍씩 세워져 있다.

## 같이 보기
- 심대

## 참고 자료
- 심대장군묘 - 국가유산청 국가유산포털